# Grupo Bertin
El Grupo Bertin es un conglomerado brasileño fundado en la ciudad de Lins en el interior de São Paulo a mediados de 1977, actualmente tiene actividad en las áreas de infraestrutura, energía, equipamiento de protección, agroindustria, alimentos y hotelería y tenía cerca de 35 mil empleados. Las plantas de carne y cuero del conglomerado pasaron a ser explotadas por la JBS, del Grupo J&F en octubre del 2009,  con aprobación del CADE en abril del 2013, que pasó a concentrar más del 25% del mercado brasileño de carne bovina.
Actualmente está en restructuración judicial.